# Гилле Бригте (лорд Галлоуэя)
Гилле Бригте (Гилла Бригте Мак Фергуса из Галлоуэя) (род. около 1126 — умер 1 января 1185) — лорд Галлоуэя (1161—1185), одни из двух сыновей лорда Галлоуэя Фергуса (ум. 1161). С 1161 по 1174 год Гилле Бригте правил вместе со сводным братом Утредом, а после 1174 года — единолично.

## Биография
В 1161 году после смерти Фергуса его сыновья Утред и Гилле Бригте унаследовали отцовские владения и разделили между собой Галлоуэй. Утред получил Восточный Галлоуэй, а Гилле Бригте стал управлять Западным Галлоуэем. Шотландский историк Ричард Орам предполагал, что Гилле Бригте женился на дочери Доннхада II, мормэра (графа) Файфа (1154—1204).
В 1174 году братья-соправители Утред и Гилле Бригте, лорды Галлоуэя, участвовали в неудачном военном походе короля Шотландии Вильгельма Льва (1165—1214) на Северную Англию в попытке вернуть Нортумбрию. Во время осады замка Алник Вильгельм Лев был застигнут врасплох и взят в плен англичанами. После пленения своего сюзерена братья Утред и Гилле Бригте вернулись в Галлоуэй и подняли восстание против королевской власти. Все шотландские судьи и чиновники были изгнаны. Мятежники умертвили многих англичан и норманнов, которые не смогли бежать. Все шотландские крепости, построенные на территории Галлоуэя, были осаждены, взяты и разрушены, а их гарнизоны перебиты.
Тогда же между Утредом и Гилле Бригте началась междоусобная борьба за верховенство. Малькольм, сын Гилле Бригте, осадил своего дядю Утреда на острове в Галлоуэе. Утред был взят в плен, ослеплен, кастрирован и убит по приказу Гилле Бригте. После смерти Утреда Гилле Бригте объединил под своей единоличной властью область Галлоуэй.
Гилле Бригте отправил гонца к королю Англии Генриху II Плантагенету (1154—1189) и просил его принять Галлоуэй под сюзеренитет Английского королевства. Генрих отправил в Галлоуэй свою делегацию под руководством Роже де Ховедена и Роберта де Во. Аббат Бенедикт из Питерборо сообщал, что Гилле Бригте предложил королю Англии сумму в размере 2 тысяч марок, а также ежегодную дань (500 коров и 500 свиней), если Генрих II избавит его от шотландского господства. Английские представители, узнав о судьбе Утреда, двоюродного брата Генриха, отказались продолжать переговоры. В конце 1174 года короля Англии Генрих Плантагенет и король Шотландии Вильгельм Лев заключили мирный договор в Фалезе. В 1176 году Гилле Бригте, путешествовавший по английским владениям, был оштрафован королём Генрихом на 1000 марок. Кроме того, Гилле Бригте был вынужден прислать своего сына Доннхада в качестве заложника к английскому королевскому двору.
Лорд Галлоуэя Гилле Бригте характеризовался большой враждебностью по отношению к королям Шотландии. В отличие от своего брата Утреда, он не был другом прибывавших англо-норманнов. Он поддерживал коренное гельское население. Такая политика сделала его популярным в области Галлоуэй. Король Шотландии Вильгельм Лев поддерживал в борьбе за наследство Лохланна (Роланда), сына Утреда и племянника Гилле Бригте. В 1180-х годах Гилле Бригте и Вильгельм Лев находились в состоянии войны, Гилле Бригте совершал набеги на Восточный Галлоуэй, контролируемый шотландцами.
1 января 1185 года лорд Галлоуэя Гилле Бригте скончался. Шотландский король Вильгельм Лев поддержал его племянника Лохланна (Роланда) в борьбе за отцовское наследство. Лохланн, пользовавшийся поддержкой большинства населения Галлоуэя, стал новым лордом этой области.